# Klaineanthus gaboniae
Klaineanthus es un género monotípico de plantas perteneciente a la familia de las euforbiáceas. Su única especie: Klaineanthus gaboniae, es originaria de Nigeria y África occidental tropical.

## Descripción
Es un árbol del sotobosque que alcanza un tamaño de 30 m de altura por 1,30 m de circunferencia, tronco torcido, estriado. Se distribuye por Nigeria y Camerún y se extiende a Gabón y la Isla de São Tomé.

## Usos
Su madera es de color amarillo pálido, suave y ligera, y se utiliza como material de construcción en el sureste de Nigeria.

## Taxonomía
Klaineanthus gaboniae fue descrita por Henri Ernest Baillon y publicado en Tabulae Herbarii L.Pierre 11/1900. 1900.